# Iris West
Iris West es un personaje ficticio, un personaje secundario que aparece en los cómics estadounidenses publicados por DC Comics. Ha sido el principal interés amoroso y luego esposa de Barry Allen, el alter ego de la versión de la Edad de Plata del superhéroe Flash, y la tía y abuela, respectivamente, de las variaciones de la Edad Moderna de los personajes Wally West y Bart Allen.
En televisión, ha aparecido en diversas adaptaciones en otros medios; el personaje ha sido interpretado por Paula Marshall en la serie de televisión CBS, The Flash (1990), y por Candice Patton en la serie de televisión de The CW, The Flash junto con apariciones en otros programas del Arrowverso. En la película Liga de la Justicia (2017) del Universo extendido de DC, fue interpretada por Kiersey Clemons, pero sus escenas fueron eliminadas. Clemons interpreta al personaje en Zack Snyder's Justice League (2021) y la volverá a interpretar en The Flash (2023).

## Historial de publicaciones
Creado por Robert Kanigher y Carmine Infantino, el personaje hizo su primera aparición en Showcase # 4 (octubre de 1956).

## Biografía ficticia del personaje
Iris West trabaja como reportera para Picture News, con sede en Ciudad Central, y es la prometida de Barry Allen, quien es en secreto Flash. Antes de que Barry se convierta en Flash, Iris a menudo reprende a Barry por llegar tarde con frecuencia debido a que se pierde repetidamente en sus pensamientos en el trabajo como científico forense, una tendencia que continúa incluso después de que se convierte en un superhéroe de alta velocidad. Cuando Iris y Barry se casan, Iris descubre que Barry no solo es el velocista heroico de la ciudad, sino que su sobrino, Wally West, es Kid Flash. Barry no se lo cuenta, pero descubre el secreto de su marido en su noche de bodas cuando Barry habla en sueños. Ella le revela esto en su primer aniversario de bodas. Durante este tiempo, la pareja descubre que Iris nació en el siglo 30.
Después de años como una presencia destacada en la vida de Flash y en Central City, es asesinada por el Profesor Zoom durante una fiesta de disfraces. Zoom hizo vibrar su mano en su cabeza, solidificándola lo suficiente para matarla. Años más tarde, Barry mató a Zoom mientras intentaba evitar que asesinara a su nueva prometida, Fiona Webb. Sin embargo, Iris no permaneció muerta por mucho tiempo ya que los padres biológicos de Iris, los Russell (con la ayuda de un futuro Flash, John Fox), enviaron entonces a la infante Iris al pasado, donde fue adoptada por Ira West, su "muerte" provocó una paradoja que se resolvió después de que los Russell colocaron su conciencia en un nuevo cuerpo. Barry se reencuentra con Iris en su tiempo, sin embargo, la pareja sabe que si Barry regresa al pasado, morirá en Crisis on Infinite Earths. Pueden pasar un mes juntos en el siglo 30, hasta que Barry es secuestrado por Antimonitor y regresa a 1985.
Durante su tiempo en el futuro, conciben a los Gemelos Tornado, Don y Dawn. Don se casa con el descendiente del Profesor Zoom, Meloni Thawne, con la esperanza de poner fin a la enemistad entre las dos familias. Tienen un hijo, Bart, cuyos poderes se manifiestan a una edad temprana y hacen que envejezca a un ritmo acelerado. Dawn se casa con Jeven Ognats de Aarok y tiene una hija, Jenni. Sus poderes finalmente se manifiestan cuando es testigo de la tortura de su padre, y se convierte en XS de la Legión de Super-Héroes. Don y Dawn mueren salvando la Tierra del siglo 30 de una invasión de los Dominadores.
Iris lleva a Bart al pasado para conseguir la ayuda de su sobrino (para entonces, Wally había tomado el manto de Flash) para salvar a su nieto. Después de que el envejecimiento acelerado de Bart se ralentiza, toma el nombre de Impulse. Iris desaparece por un tiempo, sintiéndose fuera de lugar en el siglo XX. Se puso en contacto con Johnny Quick en un restaurante de campo y trató de advertirle de su próxima batalla con Savitar pero él no le hizo caso. Temiendo cambiar el futuro dando información vital sobre el presente, Iris se negó a entrar en los detalles de cómo Savitar podría ser derrotado, pero finalmente Linda Park y Jenni Ognats la convencieron de que les dijera la clave de la derrota de Savitar, que era darle lo que quería: ser uno con la Fuerza de la Velocidad.
Iris volvió a desaparecer. Esta vez es secuestrada por Polaris y Abra Kadabra y obligada a escribir todo lo que sabía sobre el futuro para que pudieran tener una "hoja de ruta hacia el mañana" para su plan de conquista mundial.
Después de este incidente, Iris se fue a un lugar donde nadie la encontraría para poder concentrarse en escribir el libro The Life Story of the Flash, que fue publicado por Keystone Press en 1997.
Algún tiempo después, Iris regresa para adoptar al hijo de la exnovia de Wally, la oficial Julie Jackman, tras su muerte, habiéndose hecho amiga de la niña durante su tiempo en el presente. Mientras que en el futuro, Iris se enteró de que el niño, Josh Jackman, estaba destinado a convertirse en un gran héroe y se creía que era el hijo ilegítimo de Wally; sin embargo, resulta que, en realidad, el niño es de Mark Mardon, quien tuvo una aventura de una noche con Julie después de que Wally la dejara. Al darse cuenta de que lo que le dijeron en el futuro estaba mal, Iris decidió salir de su escondite y volver a conectarse con su nieto y sobrino.

### Un año después
Una misteriosa figura encapuchada solicita la ayuda de Zoom para atacar a Bart mientras él se enfrenta al Capitán Frío, y luego se revela como Iris. Su plan es poner de alguna manera a su nieto, quien, para entonces, había tomado el manto de Flash, fuera de servicio durante una semana para protegerlo de un futuro que ella está decidida a cambiar; sin embargo, su plan es corrompido por el clon "hermano Inercia de Bart" y un Bart debilitado es golpeado hasta la muerte por los Renegados.
En Final Crisis: Rogues 'Revenge # 1, Iris se mudó a su antigua casa en Central City, donde se la ve entre lágrimas mirando fotografías de su difunto esposo, cuando una voz incorpórea la llama por su nombre: su difunto esposo, Barry Allen. Iris pasa algún tiempo como parte de una célula de la resistencia Darkseid que opera fuera del Salón de la Justicia junto a Black Lightning, Green Arrow, Ray, Linda Park y sus dos hijos. Poco después, Iris es corrompida por la Ecuación Anti-Vida, pero Barry es capaz de romper su control sobre ella besándola y envolviéndola en la Fuerza de la Velocidad. Iris comienza a llorar al ver a Barry, quien le asegura que todo estará bien.
Después del regreso de su esposo, se muestra a Iris regresando completamente a su vida junto con el resto de la familia Flash. Aún encantada por el regreso de Barry, ella no tiene mucho tiempo para pasar con él, ya que Barry todavía está mentalmente marcado por su terrible experiencia y se niega rotundamente a detenerse y disfrutar incluso un momento de la vida "normal". También se muestra que es mucho más joven de lo que había aparecido anteriormente (fue representada como una mujer de mediana edad después de los eventos de Crisis), aproximadamente de la misma edad que cuando Barry la conoció por primera vez, lo que más tarde dio a entender por el resucitado Profesor Zoom que el rejuvenecimiento de Iris es un efecto secundario del contacto cercano con la Fuerza de la Velocidad de su esposo desde Final Crisis. Reanuda su carrera como reportera de delitos en Central City.

### The New 52
En septiembre de 2011, The New 52 reinició la continuidad de DC. En esta nueva línea de tiempo, Iris no está casada con Barry, pero aún se conocen por sus respectivas ocupaciones. Se insinúa que Iris siente una atracción romántica por Barry. Ella es atrapada accidentalmente en la Fuerza de la Velocidad por Turbine, pero es liberada por el alter ego de Barry. Los números posteriores confirman que está enamorada de Barry. Barry aún no corresponde a los afectos de Iris, aunque lo insinúa cuando se ve obligado a asumir el papel de Black Racer y acude a Iris en busca de ayuda.

### DC: Renacimiento
Durante los eventos de DC: Renacimiento, cuando Iris y Wally West II fueron atacados por Eobard Thawne, Iris pudo vislumbrar su vida anterior a Flashpoint con Barry, incluyéndolos como marido y mujer y tenía una familia en la otra línea de tiempo, y se enteró de que él es Flash en el proceso. Sabiendo que Barry es indirectamente responsable de la alteración de sus vidas a través del viaje en el tiempo y lo mantuvo en secreto, Iris ahora desconfía de Barry. Ella también mata a Thawne después de que él perdió sus poderes en represalia por lastimar a Wally II después de que Barry los rescatara, aunque Thawne más tarde resucitó de su muerte. Más tarde aparece en el cementerio donde Barry le pide perdón por mentirle. Ella lo perdona, porque siente curiosidad por Flash. La lleva a la Atalaya. Está interesada en otros secretos que Barry le oculta.
Desde que la Familia Flash derrotó a Grodd e impidió que la Fuerza de Velocidad Negativa propagara Central City, tanto ella como Barry han reavivado sus romances entre ellos. Posteriormente, se le vuelve a presentar al Wally West anterior a Flashpoint, recuperando rápidamente sus recuerdos de él cuando lo ve, inspirando simultáneamente los propios recuerdos de Wally de aquellos que ha olvidado. Más tarde es llevada a juicio en el siglo 25 por el asesinato de Eobard Thawne. Más tarde, ella y Barry tienen a Wally para que lo cuiden en el centro de rehabilitación llamado Santuario, en el que está muy feliz de que Wally sea un mejor héroe hoy. Durante su romance con Barry, ella comienza a recordar su matrimonio y comienza a armar piezas sobre las nuevas fuerzas que aparecen en Central City.

## Otras versiones

### La nueva frontera
En el universo de La nueva frontera, Iris West es reportera y está comprometida con el forense criminal Barry Allen. Durante la Guerra Fría y el surgimiento del macartismo, Iris escribió su artículo "Washington declara la guerra a los hombres misteriosos" sobre los acontecimientos actuales que siguen a la muerte de Hourman y el sesgo social contra los vigilantes enmascarados. En 1957, Iris estaba entrevistando a Ted "Wildcat" Grant en Las Vegas. Mientras estaba en una llamada telefónica con Barry Allen, el Capitán Frío apareció y congeló la mano de Iris que estaba en el teléfono. Barry escuchó todo lo que sucedió y viajó a Las Vegas como Flash. En el proceso, liberó a Iris inconsciente y detuvo al Capitán Frío. Un año más tarde, en 1958, después de que Barry se retirara de la lucha contra el crimen y la posterior aparición del Centro, Iris sabía desde hacía algún tiempo que su esposo era Flash y no reveló esto hasta que lo convenció de convertirse en un héroe una vez más.

### Amalgam Comics
En el universo de Amalgam, Iris se combinó con Roxanne Simpson de Marvel para formar Iris Simpson. Cuando Iris se casó con Blaze Allen, su vida y su alma fueron arrebatadas por Night Spectre, lo que llevó a Blaze a una depresión hasta que se unió al demonio Etrigan para convertirse en Speed Demon. Su alma finalmente fue liberada por Blaze y su sobrino Wally, quien se convirtió en el tercer Speed Demon.

### Flashpoint
En la miniserie Flashpoint (un evento antes del relanzamiento de New 52, cuando se creó una línea de tiempo alternativa por Flash), Iris West no está casada y tiene una relación con alguien llamado "John" en el Central City Citizen, donde ella trabaja. Más tarde se ve a Iris con su sobrino y camarógrafo, Wally West, cubriendo una batalla entre Ciudadano Frío y Sr. Frío. Iris fue invitada a cenar por Ciudadano Frío. Cuando ella le pide una entrevista, sus llamadas de emergencia lo interrumpen. Más tarde, Ciudadano Frío resulta herido durante su batalla con los Renegados y mientras colapsa en su coche, se enfrenta a Iris. Iris luego lo lleva a su casa. Después de que se recupera, le da la llave de su ático y una oferta para unirse a él cuando se vaya de Central City. Cuando Ciudadano Frío regresa a casa, Iris se entera de Pied Piper que Ciudadano Frío es un criminal y asesinó a su sobrino. Ciudadano Frío ataca a Pied Piper, pero Iris usa una de sus propias armas para congelarlo en un bloque de hielo, tal como lo hizo con Wally. Luego, Iris visita la tumba de su sobrino junto con su esposo John.

### Injusticia: Dioses entre nosotros
En la precuela de Injustice: Dioses entre nosotros, Barry se reunió con Iris en algún momento después de que Superman mató al Joker, donde expresó su desaprobación por las acciones de Superman. Ella está convencida de que Flash no haría lo mismo si estuviera en el escenario de Superman (donde Iris sería asesinada en lugar de Lois), y le dice a Barry que no apruebe las acciones de Superman y que le prometa que se enfrentará a Superman si él cae camino equivocado. Cinco años después, Barry va a ver a Iris después de que Superman lo ataca por dejar escapar a Batman, donde se muestra que se separaron porque Iris está molesta con Barry por romper su promesa y apoyar a Superman. Más tarde, Flash ve a Iris siendo arrestada por Girder y Rey Tiburón por traición contra el Régimen por unirse a un grupo Insurgente de Central City. Flash intenta defenderlos de los dos villanos y termina matando a Rey Tiburón en el proceso. Iris está disgustada por las acciones de Barry y se ofrece a arrestarse solo para no lidiar con Barry. Barry habla con ella y ella le dice que su fe en él se hizo añicos hace cinco años cuando estaba encubierta en Australia, donde fue testigo de cómo Superman y Wonder Woman golpeaban y lisiaban brutalmente a un héroe rebelde llamado Galaxor mientras Flash no hacía nada para ayudar al joven (que se suicidó poco después, aunque luego resulta ser un mito). Iris finalmente rechaza a Barry y le dice que él no es el hombre que pensaba que era. Iris y el resto de su grupo luego son arrestados por Flash y Girder, y fueron juzgados por sus acciones.

## En otros medios

### Televisión
- Iris West hizo su primera aparición en los medios de comunicación y de acción en vivo como estrella invitada en el episodio piloto de dos horas de la serie de televisión de 1990 The Flash, interpretada por la actriz Paula Marshall. Aquí, se la retrata como la novia de Barry, tal como lo es en los cómics, pero a diferencia de su versión de cómic, es una artista de gráficos por computadora y no una reportera. Cuando se enteró por última vez, consiguió un apartamento en París y nunca regresó a Central City.
- Iris West aparece en Young Justice con la voz de Nicole Dubuc. En "Downtime", ella y Barry se muestran asistiendo a la fiesta de cumpleaños de Jay Garrick con Wally West. En "Failsafe", Iris estaba informando sobre una invasión alienígena antes de ser asesinada. Más tarde se revela que toda la situación es parte del ejercicio de entrenamiento mental del Detective Marciano. Durante "Coldhearted", Iris le da un saludo a Wally en las noticias como regalo de cumpleaños antes de informar sobre el cierre de las escuelas. Más tarde informa sobre la muerte de la reina Perdita en las noticias. En el episodio "Bloodlines", se revela que está embarazada de gemelos. Su nieto Bart Allen, que viaja en el tiempo, le dice que su hijo por nacer crecerá y será su padre. En "Young Justice: Outsiders", le irrita que la gente haya olvidado que es reportera desde que dio a luz a los gemelos.
- Iris West aparece en la serie de televisión de 2014, The Flash, interpretada por Candice Patton. Esta es la primera versión de acción en vivo de Iris que se retrata como afroamericana, un rasgo que adoptarían otras representaciones del personaje. Iris es la hija del detective Joe West y amiga de la infancia de Barry Allen, más tarde su prometido, a partir del evento cruzado titulado "Crisis en la Tierra X", se casa con Barry y se convierte en su esposa. Su contraparte de Tierra-2 se presenta en "Welcome to Earth-2". En este universo, Iris es una detective de policía y está casada con Barry de Tierra-2; su padre, Joe, es un cantante de discoteca. Iris se menciona por primera vez en Arrow, episodio "The Man Under the Hood", como visitar regularmente a Barry en su coma.

### Película

#### Animación
- La primera aparición animada de Iris West fue en la película animada Justice League: The New Frontier con la voz de Vicki Lewis. Aquí, también se la representa como la novia de Barry Allen y también ha deducido su identidad.
- Iris West aparece a continuación en la película animada Justice League: The Flashpoint Paradox con la voz de Jennifer Hale. En una línea de tiempo alternativa creada accidentalmente por Flash / Barry Allen, ella ya no está casada con Barry y, en cambio, está casada y tuvo una hija con otra persona. En contraste con el material fuente del cómic, el matrimonio de Barry con Iris se restaura en la conclusión de la película basada en la historia.
- Iris es mencionada en Death of Superman y Justice League Dark: Apokolips War. En Justice League Dark: Apokolips War, se mencionó que estuvo entre los asesinados durante la invasión de Darkseid.

#### Universo extendido de DC
- Kiersey Clemons interpretó a Iris West en Liga de la Justicia (2017), aunque sus escenas fueron eliminadas. Sus escenas fueron posteriormente restauradas en Zack Snyder's Justice League (2021), en la que Barry Allen usa su velocidad para salvarla de un accidente de tráfico.[39]
- Clemons vuelve a aparecer en la película The Flash (2023), como interés amoroso de Barry Allen[40]

#### Tomorrowverse
- En la película Justice Society: World War II, Iris tiene la voz de Ashleigh LaThrop.
- Iris West vuelve a aparecer en la película Justice League: Crisis on Infinite Earths (2024), nuevamente con la voz de Ashleigh LaThrop.

### Videojuego
En Injustice: Dioses entre nosotros, Iris es mencionada por el Flash del régimen. Mientras habla con Shazam en la Atalaya de la Liga de la Justicia, Flash intenta racionalizar el comportamiento cada vez más cruel de Superman diciendo: "Sí ... Me pregunté: '¿Y si lo que le pasó a Lois le pasó a Iris?'"

### Novelas
Iris Allen aparece en la novela de la Liga de la Justicia Flash: Stop Motion escrita por Mark Shultz.